# 卡斯佩里亚
卡斯佩里亚（義大利語：Casperia），是意大利列蒂省的一个市镇。总面积25.35平方公里，人口1222人，人口密度48.2人/平方公里（2009年）。ISTAT代码为057012。